# ウード・エッゲルト
ウード・エッゲルト（Udo Eggert、1848年6月19日 - 1893年2月28日）は、明治時代にお雇い外国人として来日したドイツの経済学者である。

## 経歴・人物
プロイセンのザクセン生まれ。ゲッティンゲン大学卒業後、母校及びライプチヒ大学、ハレ大学で教鞭を執り、経済学の博士号となった。
1887年（明治20年）、日本政府の招聘により来日した。東京帝国大学（現在の東京大学）のお雇いとなり、そこで経済学や財政学等の教鞭を執った。1893年（明治26年）に帰国する予定だったが同年鎌倉で急逝した。
なお、大学勤務中は大蔵省にも勤務し『日本振農策』を著しエッゲルトが来日して数年前に来日した同郷のパウル・マイエットが著した著書と共に「外国人の農書」と呼ばれた。